# Contea di Titus
La contea di Titus in inglese Titus County è una contea dello Stato del Texas, negli Stati Uniti. La popolazione al censimento del 2010 era di 32 334 abitanti. Il capoluogo di contea è Mount Pleasant. Il nome della contea deriva da Andrew Jackson Titus, uno dei primi coloni.

## Geografia
| Anno | Popolazione | ±%     |
| ---- | ----------- | ------ |
| 1850 | 3,636       | Note:  |
| 1860 | 9,648       | 165.3% |
| 1870 | 11,339      | 17.5%  |
| 1880 | 5,959       | −47.4% |
| 1890 | 8,190       | 37.4%  |
| 1900 | 12,292      | 50.1%  |
| 1910 | 16,422      | 33.6%  |
| 1920 | 18,128      | 10.4%  |
| 1930 | 16,003      | −11.7% |
| 1940 | 19,228      | 20.2%  |
| 1950 | 17,302      | −10.0% |
| 1960 | 16,785      | −3.0%  |
| 1970 | 16,702      | −0.5%  |
| 1980 | 21,442      | 28.4%  |
| 1990 | 24,009      | 12.0%  |
| 2000 | 28,118      | 17.1%  |
| 2010 | 32,334      | 15.0%  |

Secondo l'Ufficio del censimento degli Stati Uniti d'America la contea ha un'area totale di 426 miglia quadrate (1100 km²), di cui 406 miglia quadrate (1050 km²) sono terra, mentre 20 miglia quadrate (52 km², corrispondenti al 4,6% del territorio) sono costituiti dall'acqua.

### Strade principali
- Interstate 30
- U.S. Highway 67
- U.S. Highway 271
- State Highway 11
- State Highway 49

### Contee adiacenti
- Red River County (nord)
- Morris County (est)
- Camp County (sud)
- Franklin County (ovest)

## Politica
La contea è formalmente rappresentata nel Senato del Texas dal repubblicano Bill Ratliff, che servì dal 2001 fino al 2003 come Vice governatore del Texas.

## Istruzione
Nella contea si contano i seguenti distretti scolastici:
- Chapel Hill ISD
- Daingerfield-Lone Star ISD
- Harts Bluff ISD
- Mount Pleasant ISD
- Pewitt CISD
- Rivercrest ISD
- Winfield ISD

Inoltre è in funzione il Northeast Texas Community College.